# Quassarus aenescens
Quassarus aenescens är en skalbaggsart som först beskrevs av Thérond 1961.  Quassarus aenescens ingår i släktet Quassarus och familjen stumpbaggar. Inga underarter finns listade i Catalogue of Life.